# Ruffey-sur-Seille
Ruffey-sur-Seille település Franciaországban, Jura megyében. Lakosainak száma 751 fő (2022. január 1.). Ruffey-sur-Seille Bletterans, Desnes, L’Étoile, Fontainebrux, Larnaud, Lombard, Montmorot, Quintigny, Saint-Didier, Villevieux, Vincent-Froideville és Arlay községekkel határos.

## Népesség
A település népessége az elmúlt években az alábbi módon változott:
| Lakosok száma | 520  | 558  | 602  | 762  | 723  | 709  | 734  | 747  | 758  | 751  |
|               | 1968 | 1982 | 1990 | 2006 | 2013 | 2015 | 2017 | 2019 | 2020 | 2022 |